# Segmentación web
La segmentación se define como el proceso de dividir un mismo conjunto en diferentes partes más pequeñas. Uno de los tipos más importantes es la segmentación de mercados y dentro de este grupo está la segmentación web, que es en gran parte, el núcleo del análisis web. Básicamente su función principal es la de contabilizar todos aquellos movimientos que los usuarios visualizan en una página web (número de páginas vistas, suscripciones, compras, descargas...) y determinar quién o qué es responsable de los resultados obtenidos para crear contenido apropiado para cada una de las diferentes audiencias.

## Tipos de segmentación
1. Basada en la página web: La segmentación de este tipo se encarga de englobar varias páginas de la web en diferentes grupos que compartan algo en común. Es la forma más sencilla y rápida de codificar y mantener.
2. Basada en las visitas: Se generan grupos de alguna característica específica que haya influido en la visita de la página web por parte de los usuarios. Por ejemplo, esta segmentación nos podría servir para averiguar cuantas visitas ha recibido cierta sección de la web.
3. Basada en la audiencia: Esta segmentación se centra en aquellos visitantes asiduos, lo que permite estudiar y analizar cuales son sus necesidades y llegar a entender su comportamiento a la hora de visitar la web, además de poder emplear la geolocalización para poder visualizar desde que zonas la audiencia es mayor.[1]

## Estrategias
A la hora de hacer una óptima segmentación hay que tener en cuenta el perfil del segmento que se pretende alcanzar, para ello contamos con varias estrategias: 
- Diferentes páginas webs: Esta estrategia conlleva que la empresa tenga gastos adicionales por la creación de varias páginas, pero facilita la orientación a un cliente específico ya que en función de los gustos y preferencias de este se diseñaría y configuraría la web.
- Uso de diferentes marcas: La empresa utiliza diferentes marcas en los distintos segmentos de mercado para un mismo producto, asociando a cada marca los valores, imagen o personalidad de ese producto.
- Diferentes catálogos de productos: Esta es otra alternativa que permite la configuración de catálogos de productos diferenciados, según el perfil de los usuarios del segmento. De esta forma, la web está pensando en el cliente al que se dirige, ofreciéndole la gama de producto que busca.
- Habilitar diferentes canales de comunicación con la empresa, como por ejemplo, un acceso común para todos los segmentos de clientes a una zona privada con una clave personal, así las peticiones se individualizan y la respuesta se dirige a un cliente concreto, etc.
- Sitio web multilingüe: La traducción de los contenidos en varios idiomas es una buena idea si se está pensando en abrirse a otros mercados exteriores.
- Diferentes estrategias de promoción en buscadores: Es decir, promocionar la web en los diferentes buscadores disponibles que habitan la red, ya que dependiendo del mercado es buena idea buscar nuevos clientes en buscadores, portales o directorios especializados.[2]
- Crear perfiles para cada segmento como por ejemplo el buyer persona.

## Sobresegmentación
Como mencionan en la página web Wider Fonnel, es importante tener en cuenta que aunque la segmentación es importante para la relevancia, excederse puede perjudicar a la empresa:
- Se han dado casos de exceso de grupos segmentados, es bueno tener en cuenta a las minorías, pero hacer demasiados grupos puede hacer que se tenga en cuenta un tráfico poco útil.
- Otra característica que a veces no se tiene en cuenta es el hecho de reducir los costes de mantenimiento. Ya que si ocurre una sobresegmentación las páginas web para mantener se multiplican con lo que se gasta mucho más en recursos.
- A veces la respuesta no es personalizar cada producto para que se adapte a cada uno de los clientes, si no expresar de forma clara los productos, ya que el exceso de personalización no garantiza que se pueda conocer a fondo el comportamiento de un cliente.
- Es una buena idea buscar diferentes punto de vista sobre los contenidos de la web, ya que no siempre se estará cumpliendo lo que el usuario busca o intenta conseguir.[3]

## Segmentación en redes sociales
En la actualidad mediante el análisis de las redes sociales, muchos investigadores han llegado a la conclusión de que las redes sociales tienen un gran poder a la hora de fomentar los productos de una empresa, pero al mismo tiempo hay tanta variedad de redes que cabe la posibilidad de que las empresas no sepan potenciarlas debidamente, por lo que hay que buscar aquella que se adecue más a los productos que se están intentando potenciar.
Es decir, básicamente los pasos para segmentar son los mismos, salvo que a la hora de recopilar información de los clientes (ya sean asiduos o potenciales) publicitar los servicios y productos, se puede conseguir más retroalimentación utilizando las redes sociales lo que facilita el segmentar a los diferentes tipos de audiencia y poder llegar a más gente.

## Segmentación en campañas SEM
Muchas empresas realizan sus campañas con herramientas como Google Adwords y Facebook Ads que permiten dar más visibilidad a una empresa consiguiendo llegar a su público objetivo los productos que les pueden interesar. Otro punto a favor es conseguir lo que se llama indicador de "clics relevantes" (recogidos dentro de la analítica de clics) que permiten saber cuántas de las personas que han visto su anuncio han terminado haciendo clic en él.
En conclusión realizar una campaña publicitaria con estas herramientas permite analizar a fondo cualquier parámetro y conseguir información útil.

## Segmentación cuantitativa y cualitativa
Una segmentación cuantitativa tiene en cuenta parámetros como el tamaño del mercado, la frecuencia de las compras, etc. Está más enfocada en toda aquella información que se puede medir para averiguar los gustos del cliente. Como métodos de investigación que se pueden utilizar en este tipo de segmentación se pueden encontrar: Entrevistas, cuestionarios, encuestas.
En cambio, la segmentación cualitativa es más difícil de definir, ya que intenta comprender al cliente de forma que se establezca una especie de empatía entre él y la empresa, cuyo objetivo sería conseguir que el usuario necesite para su día a día los productos y servicios que se le intenten vender. Algunos métodos de investigación que se pueden usar en este tipo de segmentación serían: Las entrevistas abiertas, grupos de discusión, técnicas de observación.